# 鈴木一輝
鈴木 一輝（すずき かずてる、1972年5月19日 - ）は、日本の元子役。グループこまどりに所属していた。
1980年代に、主に声優として活動した。

## 出演

### テレビドラマ
- 名探偵雅楽三度登場!（1980年）
- 先生は一年生（1981年）

### テレビアニメ
- 青春アニメ全集 路傍の石（1986年、勝吉）

### 劇場アニメ
- うる星やつら オンリー・ユー（1983年、子供A）
- 大自然の魔獣バギ（1984年、チコ）
- うる星やつら3 リメンバー・マイ・ラブ（1985年、ルウ）

### 吹き替え

#### 映画
- 愛と追憶の日々
- 悪魔の棲む家
- エアポート'77/バミューダからの脱出 ※日本テレビ版
- 疑惑の影（ロジャー〈チャールズ・ベイツ〉）※テレビ朝日版
- シャレード（ジャン＝ルイ・ゴーデット）※テレビ朝日版
- ジョーズ2（ショーン・ブロディ）※日本テレビ版
- スーパーマンII ※テレビ朝日旧版
- スーパーマンIII/電子の要塞
- タップス（デレク）
- タワーリング・インフェルノ（フィリップ・オルブライト）※日本テレビ版
- テスタメント（ラリー）
- 鉄道員（サンドロ・マルコッチ）※TBS版
- ネバーエンディング・ストーリー ※テレビ朝日版
- 普通の人々 ※テレビ朝日版
- ポセイドン・アドベンチャー（ロビン・シェルビー）※日本テレビ版
- 未知との遭遇（トビー・ニアリー）※テレビ朝日旧版

#### ドラマ
- アメリカン・ヒーロー（ケビン〈ブランドン・ウィリアムズ〉）

#### アニメ
- ダンボ
- ピーター・パン （マイケル・ダーリング）[2]

### その他
- 国語入試問題必勝法（1990年）
- 東京ディズニーランド ピーターパン空の旅（マイケル・ダーリング）
- ぼくのまち わたしのまち